# La Côte Feuillée
La Côte Feuillée to kompleks pięciu skoczni narciarskich, znajdujących się we francuskiej miejscowości Chaux-Neuve.
Kompleks skoczni w Chaux-Neuve składa się z obiektów K-106, K-56, K-28, K-10 i K-8, z których wszystkie przystosowane są do oddawania skoków w lecie. W 2011 roku miała miejsce przebudowa największej ze skoczni. Jej punkt konstrukcyjny został przesunięty z 90. na 106. metr. Na skoczni odbywają się głównie zawody krajowe, tj. mistrzostwa Francji w skokach narciarskich i kombinacji norweskiej oraz Puchar Świata w kombinacji norweskiej. Skocznie służą także jako baza treningowa dla reprezentacji Francji w kombinacji i skokach narciarskich.

## Parametry skoczni
- Długość najazdu: 98 m[1]
- Nachylenie progu: 11°
- Nachylenie zeskoku: 33,23°

## Rekordy skoczni

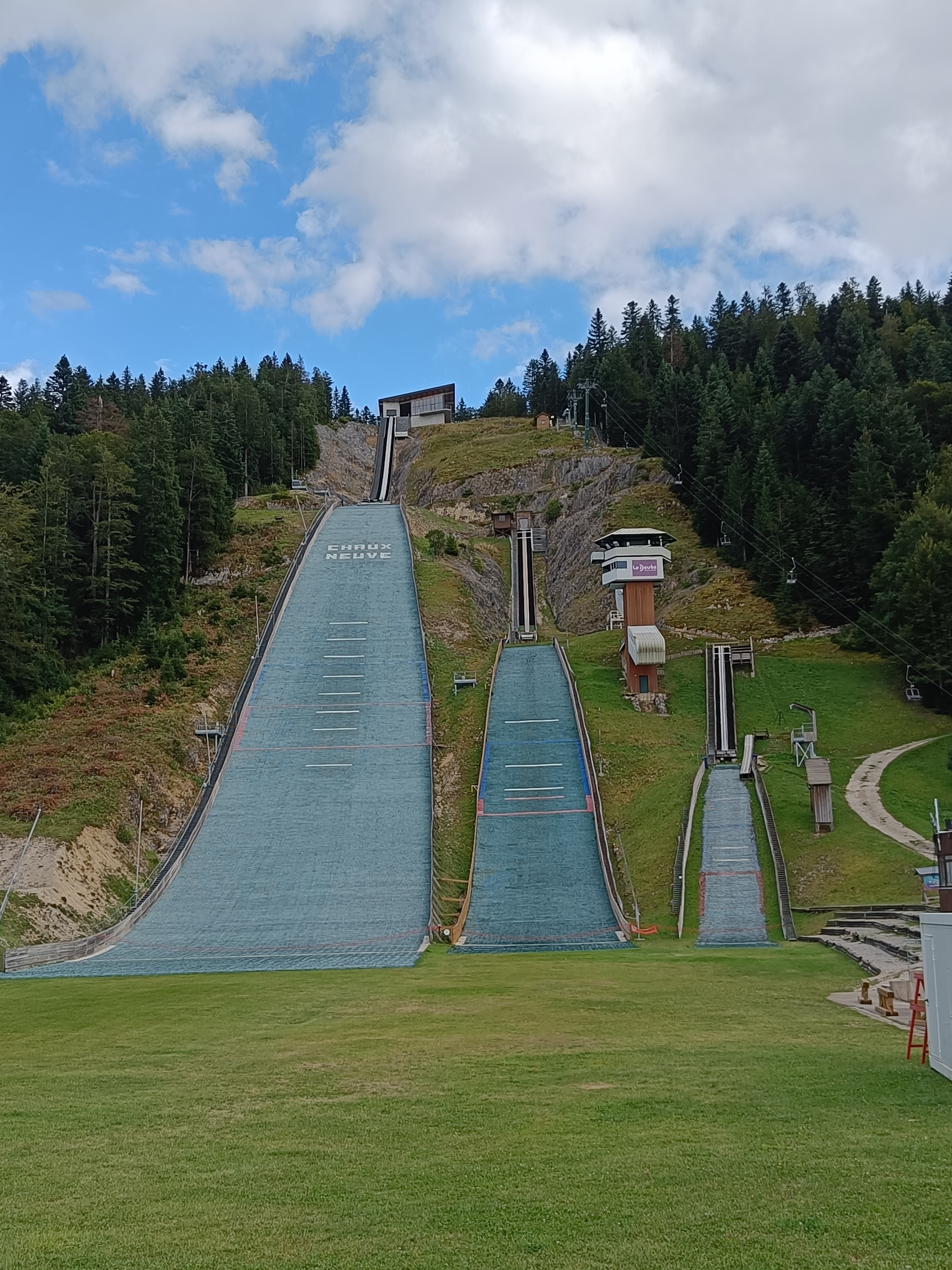
Kompleks skoczni w okresie letnim w roku 2024

| Skocznia K-106 | Skocznia K-106   | Skocznia K-106           | Skocznia K-106 | Skocznia K-106 |
| Lp.            | Data             | Zawodnik                 | Odległość      |                |
| -------------- | ---------------- | ------------------------ | -------------- | -------------- |
| 1.             | 13 marca 2010    | Jaka Hvala               | 106 m          |                |
| 2.             | 14 grudnia 2010  | Jason Lamy Chappuis      | 115 m          |                |
| 3.             | 8 stycznia 2011  | Luca Egloff              | 115,5 m        |                |
| 4.             | 21 stycznia 2011 | Christoph Bieler         | 116,5 m        |                |
| 5.             | 22 stycznia 2011 | Wilhelm Denifl           | 120 m          |                |
| 6.             | 23 stycznia 2011 | Eric Frenzel             | 120 m          |                |
| 7.             | 26 marca 2011    | Jason Lamy Chappuis      | 120,5 m        |                |
| 8.             | 28 marca 2015    | Vincent Descombes Sevoie | 120,5 m        |                |
| 9.             | 9 marca 2018     | Sandro Hauswirth         | 121,5 m        |                |

| Skocznia K-56 | Skocznia K-56    | Skocznia K-56       | Skocznia K-56 | Skocznia K-56 |
| Lp.           | Data             | Zawodnik            | Odległość     |               |
| ------------- | ---------------- | ------------------- | ------------- | ------------- |
| 1.            | 16 grudnia 2007  | Luca Egloff         | 61,5 m        |               |
| 2.            | 18 sierpnia 2012 | Guillaume Rabaut    | 61,5 m        |               |
| 3.            | 18 sierpnia 2012 | Paul Brasme         | 61,5 m        |               |
| 4.            | 18 sierpnia 2012 | Ronan Lamy Chappuis | 61,5 m        |               |
| 5.            | 21 lipca 2018    | Enzo Milesi         | 63,0 m        |               |
| 6.            | 20 marca 2022    | Lion Hösli          | 63,0 m        |               |